# 김호정 (2002년)
김호정(金祜廷), 2002년 5월 24일~)는 대한민국의 가수이다. 2024년, KBS 드라마 완벽한가족 ost를 통해 데뷔했다.

## 생애
- 2002년 5월 24일 대한민국 경기도 안양시에서 출생하였다. 돌 지나고서부터는 경기도 군포시에서 자랐다고 한다.
- 외동이지만 키우는 강아지들 덕분에 외로움을 견딜 수 있었다고 한다. 나이순대로 김탄, 김밥, 김치이다. 첫째 이름을 외자로 지어 다른 강아지들도 외자로 지을 수 밖에 없었다고 한다. 그 이름에 지금도 미안함을 느낀다고...
- 피자를 정말 사랑한다.

## 학력
- 당동초등학교 졸업
- 당동중학교 졸업
- 고졸검정고시 합격

## 음반 목록

### OST
- 김호정 - "나는 반딧불" (2024)